# Rhacholaemus antigenes
Rhacholaemus antigenes là một loài ruồi trong họ Asilidae. Rhacholaemus antigenes được Walker miêu tả năm 1849.